# تیم ملی فوتبال زیر ۲۰ سال اوکراین
تیم ملی فوتبال زیر ۲۰ سال اوکراین (انگلیسی: Ukraine national under-20 football team) نماینده کشور اوکراین در بازی‌های زیر ۲۰ سال است که زیر نظر فدراسیون فوتبال اوکراین فعالیت می‌کند.
از افتخارات تیم ملی فوتبال زیر ۲۰ ساله اوکراین می‌توان به قهرمانی در جام جهانی فوتبال زیر ۲۰ سال ۲۰۱۹ اشاره کرد.